# El Claro
El Claro es una congregación del municipio de Santa Ana ubicada en el norte del estado mexicano de Sonora, en la zona del desierto sonorense. 
La congregación es la tercera localidad más poblada del municipio, solo detrás de la ciudad de Santa Ana y del pueblo Estación Llano, ya que según los datos del Censo de población y vivienda realizado en 2010 por el Instituto Nacional de Estadística y Geografía (INEGI), El Claro tiene un total de 864 habitantes. Fue fundado el 13 de julio de 1917, siendo el primer ejido de todo el país.

## Geografía
El Claro se sitúa en las coordenadas geográficas 30°27'02" de latitud norte y 111°12'12" de longitud oeste del meridiano de Greenwich, a una elevación de 636 metros sobre el nivel del mar.